# Somatina extrusata
Somatina extrusata är en fjärilsart som beskrevs av Walker 1861. Somatina extrusata ingår i släktet Somatina och familjen mätare. Inga underarter finns listade i Catalogue of Life.